# Distrito electoral de Allen (condado de Pierce, Nebraska)
Allen (en inglés: Allen Precinct) es un distrito electoral ubicado en el condado de Pierce en el estado estadounidense de Nebraska. En el Censo de 2010 tenía una población de 170 habitantes y una densidad poblacional de 1,82 personas por km².

## Geografía
Allen se encuentra ubicado en las coordenadas 42°18′36″N 97°25′23″O / 42.31000, -97.42306. Según la Oficina del Censo de los Estados Unidos, Allen tiene una superficie total de 93.2 km², de la cual 93.17 km² corresponden a tierra firme y (0.02%) 0.02 km² es agua.

## Demografía
Según el censo de 2010, había 170 personas residiendo en Allen. La densidad de población era de 1,82 hab./km². De los 170 habitantes, Allen estaba compuesto por el 97.06% blancos y el 2.94% eran de otras razas. Del total de la población el 2.94% eran hispanos o latinos de cualquier raza.